# Teledapus querceti
Teledapus querceti är en skalbaggsart som beskrevs av Holzschuh 2007. Teledapus querceti ingår i släktet Teledapus och familjen långhorningar. Inga underarter finns listade i Catalogue of Life.